# Robot dans la littérature

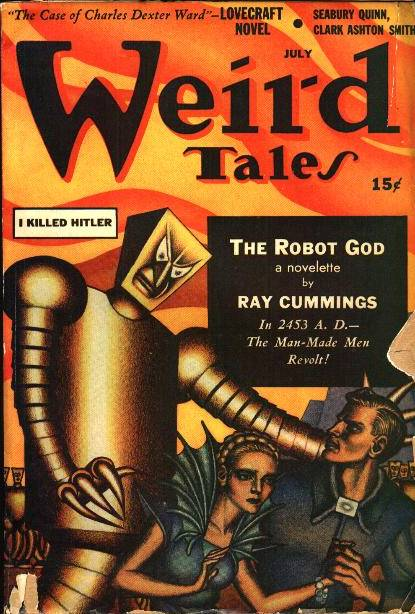
Couverture du magazine Weird Tales de juillet 1941.

Le thème du robot dans la littérature concerne les œuvres littéraires traitant des robots. Un robot est une machine destinée à automatiser la réalisation de certaines tâches mais la littérature s'intéresse principalement à la création par l'Homme d'un être artificiel à son image et à la place de cette créature dans la société humaine. Ainsi traitait-elle déjà ce sujet avant même l'invention du mot robot et l'avènement de la robotique. C'est pourquoi on trouve, selon les périodes, un vocabulaire diversifié : automate, androïde, créature artificielle…

## Origines
Le mot robot apparaît au cours du XXe siècle dans la pièce de théâtre Rossumovi univerzální roboti de Karel Čapek. Les créatures artificielles sont néanmoins un sujet très ancien dans la littérature et on trouve des récurrences dans les thématiques abordées : l'apprenti sorcier et les conséquences de ses expériences ; l'amante androïde, créée pour être parfaite ; la créature cherchant à devenir humaine ; la domination de la machine intelligente ; les machines qui se révoltent contre leur créateur…

## Dans les mythologies

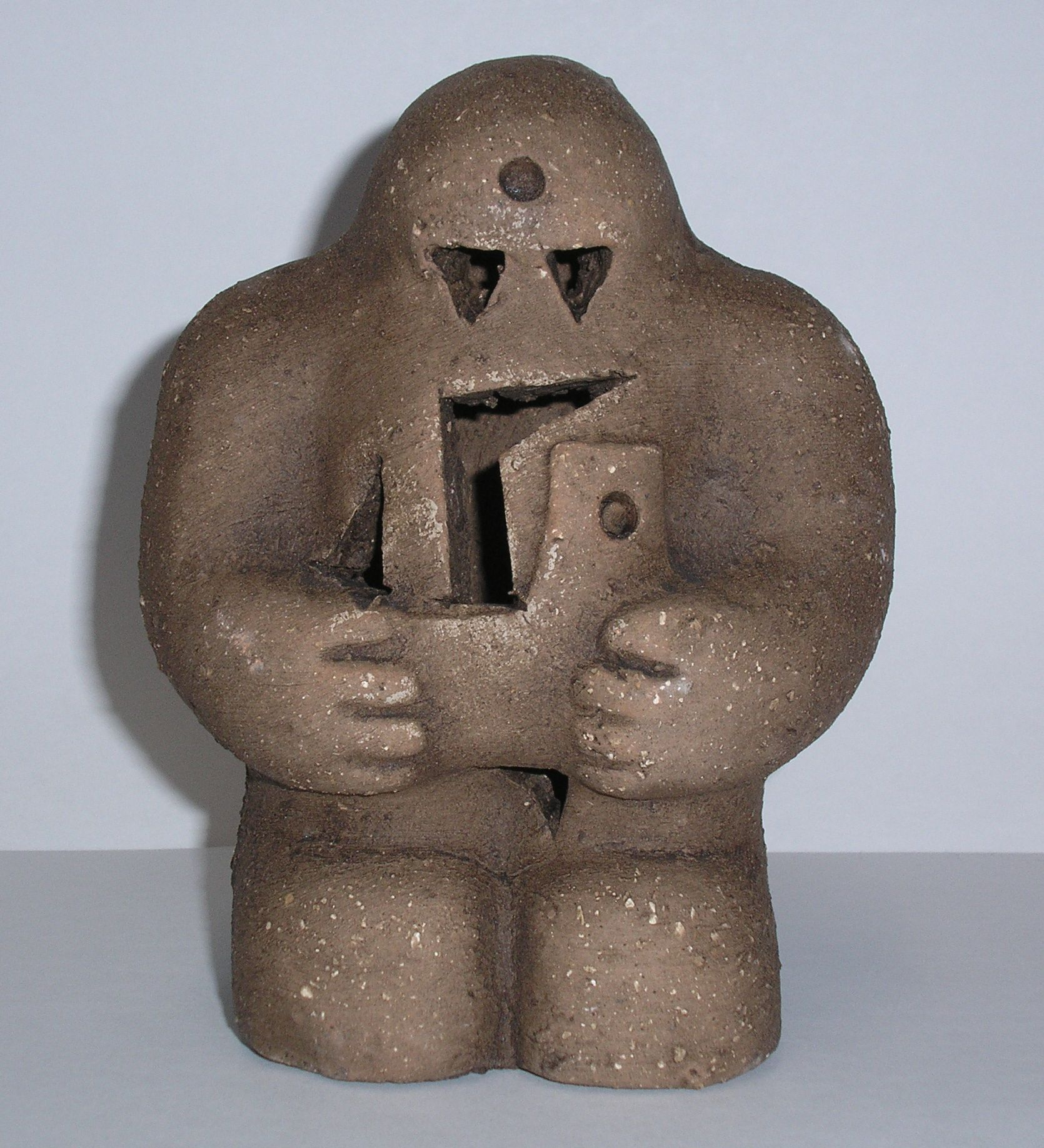
Une reproduction du Golem de Prague.

Les premières mentions de créatures créées par l'Homme apparaissent dans les mythologies ; ainsi la mythologie grecque avec le mythe de Pygmalion et la mythologie juive avec le mythe du Golem. De nombreuses autres mythologies présentent la création par l'Humain d'un double de lui-même.
Dans un certain nombre de cosmogonies, l'être humain est créé à partir de terre par une divinité. Ainsi, dans la Torah, la Bible et le Coran, Dieu crée Adam à partir de la poussière de la terre ; chez les Babyloniens, les hommes sont créés par le dieu Marduk à partir de la boue primordiale (chair de la déesse Tiamat) et du sang du dieu Kingu ; dans la mythologie chinoise, la déesse Nuwa crée les premiers hommes en pétrissant de la glaise.

### Golem
Il existe plusieurs histoires et légendes mettant en scène des golems. Un golem est créé à partir de glaise en confectionnant une statue humanoïde de la taille d'un enfant sur le front de laquelle on inscrit le mot EMET(H), qui signifie « vie » en hébreu. La statue prend alors vie et devient l'esclave de son créateur. Cependant, le golem grandit et devient un géant, il faut alors effacer la première lettre sur son front, afin de ne plus laisser que MET(H), la mort.
Dans la tradition talmudique, l'acte de création n'est pas réservé à Dieu. Cependant, certaines histoires, comme celle du Maharale de Prague, reprenant le thème de l'apprenti sorcier, recommandent de rester conscient de ses propres limites. Dans cette histoire, le Rabbi Loew crée un golem qui devient très grand et puissant. Il est activé grâce à un papier portant le nom de Dieu dans sa bouche, que le Rabbi retire pour le chabbat. Un jour, il oublie, et la créature saccage le laboratoire, puis s'enfuit vers la ville. Elle n'est arrêtée qu'à grande peine.

### Pygmalion
Le mythe de Pygmalion raconte l'histoire d'un sculpteur (roi de Chypre dans certaines versions), célibataire, qui réalise la statue d'une femme dont il tombe amoureux. Il prie alors la déesse Aphrodite de lui donner une épouse semblable à sa statue. Celle-ci accepte et insuffle la vie à la statue, nommée Galatée. Pygmalion et Galatée se marient et ont deux enfants.
Cette légende est l'une des premières à traiter le thème de l'amante androïde, ce qui en fait une œuvre importante, qui deviendra une référence dans de nombreuses œuvres postérieures. Cependant, l'homme n'est alors que partiellement créateur de l'androïde, puisqu'une intervention divine est nécessaire pour l'animer ; de plus, sa statue devient complètement humaine, contrairement à des œuvres plus récentes où la créature reste une machine.
La mythologie grecque est, par ailleurs, particulièrement riche en créatures artificielles. L’Iliade d'Homère présente les servantes androïdes en or du dieu Héphaïstos. Dieu forgeron, ce dernier est souvent présenté comme le fabricant de nombreuses créatures, telles que le Géant Talos, les chiens en or qui assurent la garde de l'Olympe, mais aussi Pandore, la première femme, qu'il conçoit à partir d'argile et d'eau.

## Automates dans la littérature moderne

### Mary Shelley
Mary Shelley est une femme de lettres britannique qui n'a que vingt ans lorsqu'elle publie, en 1818, Frankenstein ou le Prométhée moderne. Ce roman, vraisemblablement inspiré des histoires de golems, raconte comment Victor Frankenstein donne vie à une créature qu'il a fabriquée de toutes pièces. Horrifié par la laideur de sa créature, il la fuit et l'abandonne. La créature, privée de bonheur, éprouve alors du ressentiment contre le genre humain dont elle se sait exclue et commence à perpétrer des crimes. Le roman traite les thèmes de l'apprenti sorcier et de la révolte de la créature contre son créateur, Frankenstein n'ayant pas anticipé ce qu'il adviendrait de sa créature une fois celle-ci vivante ; mais il traite aussi, dans une moindre mesure, le thème de la créature cherchant à devenir humaine, ou plus exactement, à recevoir de la considération des humains.
Quoique cette œuvre relève davantage du registre fantastique que scientifique, elle met en garde contre une recherche scientifique qui ne se soucie pas des conséquences.

### Carlo Collodi
Carlo Lorenzini, écrivain italien plus connu sous le pseudonyme de Carlo Collodi, commence à publier en 1881, dans l'hebdomadaire Giornale per i bambini, la première aventure de Pinocchio, un pantin en bois à qui son créateur, Gepetto, a donné vie, et qui cherche à devenir un vrai petit garçon. Le feuilleton s'achève en 1883. L'œuvre rompt avec la tradition de la créature se révoltant contre son maître et se concentre sur le parcours initiatique de la créature vers l'humanité. L'histoire connaît une fin heureuse, bien que cela soit davantage dû aux protestations du public et de la rédaction qu'à une réelle volonté de l'auteur. Pinocchio parvient à devenir un petit garçon, grâce à un changement de comportement ; de vilain garnement il devient « bon » et sa métamorphose physique est une métaphore de ce qu'il est intérieurement.

### Amante androïde auXIXesiècle
L'amante androïde est un thème qui inspire bon nombre d'auteurs du XIXe siècle qui revisitent le mythe de Pygmalion et Galatée. Mais, à la différence du mythe classique grec, le thème est traité avec une ambiance beaucoup plus sombre et pessimiste ; on peut parler des andréides fatales.
Ainsi, l'écrivain allemand Ernst Theodor Amadeus Hoffmann publie en 1818 la nouvelle L'Homme au sable, qui raconte l'histoire du jeune étudiant Nathanaël. Celui-ci, bien que déjà engagé, s'éprend d'Olimpia, la fille d'un professeur de physique réputé. Mais en réalité, Olimpia est un automate, créé par le physicien et un avocat. Les deux créateurs se disputent sa possession et, finalement, la détruisent. Nathanaël devient fou et se jette du haut d'un clocher. C'est notamment en commentant cette œuvre qu'Ernst Jentsch puis Sigmund Freud élaborent le concept de Unheimlich, généralement traduit en français par Inquiétante étrangeté, qu'ils utilisent pour définir le malaise que l'on ressent devant un objet dont on ne saurait dire s'il est animé ou non. Cette notion, appliquée à la robotique, est reprise par le roboticien japonais Masahiro Mori qui suggère en 1970 la vallée dérangeante, réaction de malaise face à un robot très réaliste sans être parfait, dont les quelques défauts ressortent comme monstrueux aux yeux des humains.
Ce thème inspire aussi l'écrivain français Prosper Mérimée dans sa nouvelle intitulée La Vénus d'Ille, publiée en 1837. Dans cette œuvre, les protagonistes découvrent une Vénus en bronze, décrite comme très belle, mais inquiétante par la cruauté qu'elle semble exprimer. Au même moment, on célèbre un mariage qui, pour le jeune marié, est un mariage de raison et non d'amour. Plusieurs accidents surviennent, qu'on est tenté d'attribuer à la statue, sans pouvoir le confirmer. Finalement, le jeune marié meurt, le corps brisé dans sa chambre. Selon un témoignage, c'est la statue qui est venue le tuer de son étreinte.
Un autre écrivain français, Auguste de Villiers de L'Isle-Adam, s'attaque également à ce sujet dans son roman L'Ève Future, publié en 1886. Considéré comme une des œuvres fondatrices de la science-fiction, ce roman raconte l'histoire du jeune lord Ewald qui tombe profondément amoureux d'une jeune femme très belle, mais très sotte. Afin de remplacer cette femme, un ingénieur nommé Edison fabrique une androïde physiquement semblable au modèle humain, mais spirituellement bien supérieure. De Villiers donne une double description de l'andréide, une première insistant sur sa beauté, et une seconde longue et technique, utilisant de nombreux termes scientifiques dont l'auteur lui-même revendiqua la non-exactitude, ce qui lui permet de critiquer le jargon scientifique inaccessible au commun des mortels. D'ailleurs, cette longue explication du fonctionnement de l'Ève sert en fait à la rendre incompréhensible. Au-delà de sa critique ironique du progrès, où se mêle le rejet et la fascination de l'auteur pour les machines, cette œuvre pose la question de la place de l'être artificiel parmi les êtres vivants, ainsi que celle de la frontière entre illusion et réalité. Ce roman popularise le terme andréide (de nos jours utilisé davantage sous la forme androïde) dans son acception actuelle,.

## XXesiècle

### Karel Čapek

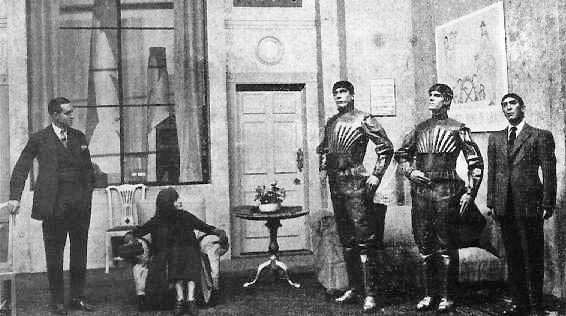
Extrait d'une représentation de la pièce R.U.R. de Karel Čapek où apparaissent les robots.

Karel Čapek est un écrivain tchécoslovaque du début du XXe siècle. Son nom est très intimement lié à la robotique puisque c'est dans sa pièce Rossumovi univerzální roboti qu'apparaît le mot robot, repris aujourd'hui dans un grand nombre de langues. Le mot tchèque robota signifie « travail forcé ». C'est Josef, son frère aîné, qui lui aurait suggéré l'utilisation de ce mot, alors que Karel avait initialement pensé à laboris. Dans cette pièce, écrite en 1920 et jouée pour la première fois en 1921 à Prague, les robots sont des automates produits en masse pour travailler comme ouvriers. Mais les robots finissent par se révolter et décident d'éliminer la race humaine qu'ils jugent inutile. On retrouve donc le thème de l'apprenti sorcier et de la machine se révoltant contre son créateur, mais à une échelle plus vaste. En effet, plutôt que d'avoir une machine se révoltant contre son créateur, on a ici toute une population de machines qui se révoltent contre l'Humanité.
Cette pièce traduit le contexte historique de son époque ; la révolution industrielle est en marche et une certaine technophobie s'installe. La machine, au service d'une classe dominante, est accusée d'écraser l'homme en mettant les ouvriers au chômage. Quoique Čapek lui-même ait présenté différents points de vue, dont celui du technocrate dont les intentions ne sont pas spécialement mauvaises, considérant qu'il n'y a pas de vérité absolue, la critique du rationalisme économique froid et l'attitude des grands capitalistes vis-à-vis des travailleurs est celle qui ressort comme étant la plus forte. Cette thématique de la révolte des machines reste, pour plusieurs décennies, centrale dans la science-fiction, et s'impose comme un classique du genre.

### Isaac Asimov

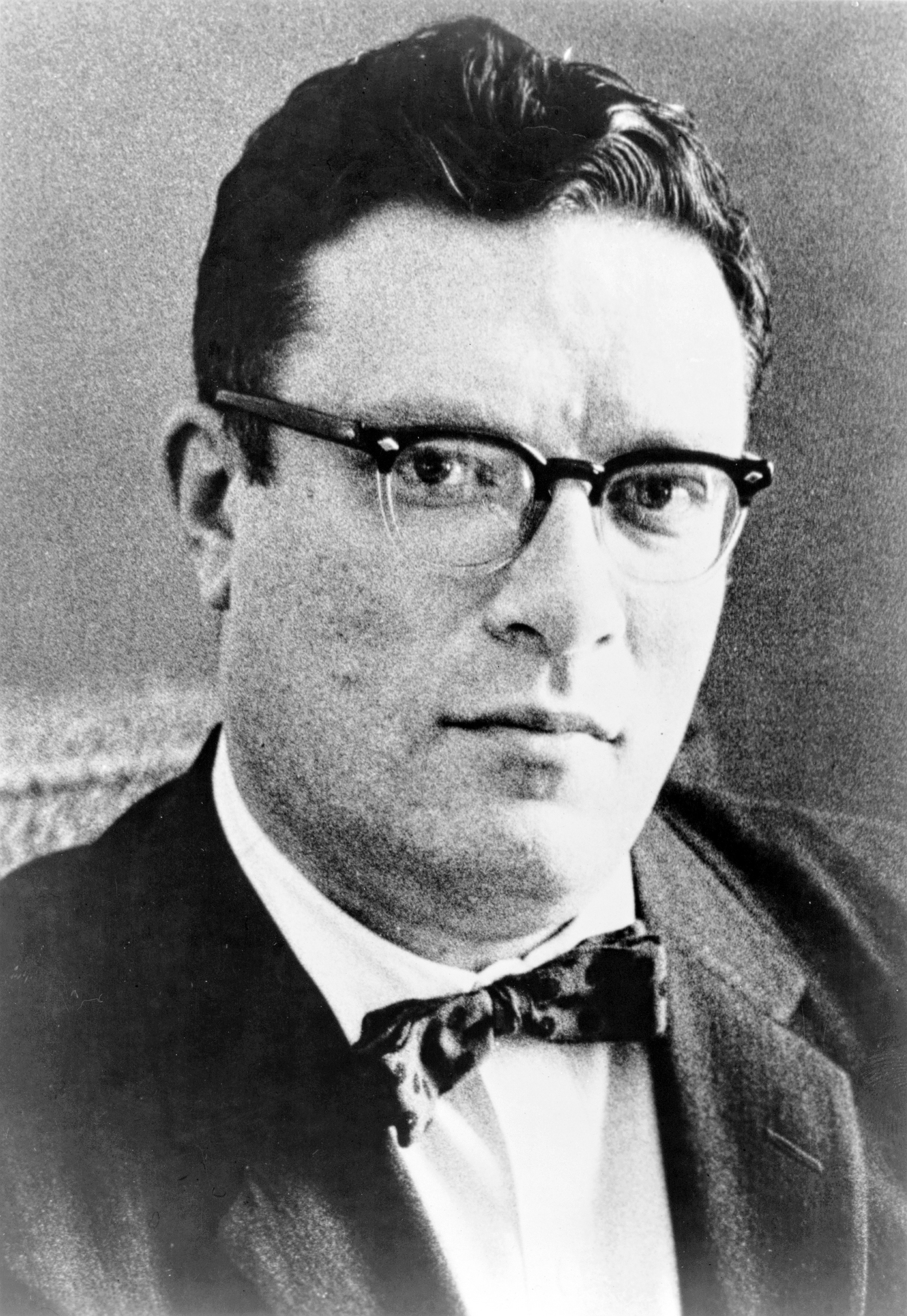
Isaac Asimov en 1965.

Isaac Asimov est un écrivain américain d'origine russe, parmi les plus populaires. Il commence à publier dans la revue Astounding Stories en 1939, alors qu'il prépare un doctorat de biochimie. Inventeur du mot « robotique », il étudie le sujet dans son recueil de neuf nouvelles Les Robots, publié en 1950 (mais composé de nouvelles remontant à 1940). Ce recueil est marquant de deux manières : premièrement, il est en rupture totale avec la littérature de son époque en écartant le thème, omniprésent depuis Frankenstein et R.U.R. des machines se révoltant contre leurs créateurs et, deuxièmement, parce qu'il propose les Trois lois de la robotique, qui doivent forcer les robots à agir pour le bien des humains. Ces lois sont énoncées comme suit :
- Première loi : « Un robot ne peut porter atteinte à un être humain, ni, restant passif, permettre qu'un être humain soit exposé au danger. »
- Deuxième loi : « Un robot doit obéir aux ordres que lui donne un être humain, sauf si de tels ordres entrent en conflit avec la Première loi. »
- Troisième loi : « Un robot doit protéger son existence tant que cette protection n'entre pas en conflit avec la Première ou la Deuxième loi. »

En effet, l'auteur voit dans la robotique une innovation technologique prometteuse à exploiter et il se dit fatigué des histoires de créatures qui se révoltent contre leur créateur, comme celles de Mary Shelley ou Karel Čapek. Ses nouvelles étudient ensuite les failles que présentent ces lois dans certaines situations particulières, ce qui l'amène à écrire une loi zéro, prioritaire sur toutes les autres :
- Loi Zéro : « Un robot ne peut pas faire de mal à l'humanité, ni, par son inaction, permettre que l'humanité soit blessée. »

La technologie actuelle ne permet pas de rendre ces lois applicables pour le moment. Mais, cette œuvre a quand même eu un réel impact sur le monde de la robotique, elle a notamment suscité les vocations de Joseph Engleberg et George Devol, fondateurs d'Unimation, première manufacture de robots,.

### Robot dans la littérature japonaise
Le Japon, à cause de son vieillissement démographique, a investi massivement dans la recherche en robotique, notamment dans la robotique de service dont il est l'un des leaders mondiaux depuis plusieurs décennies. D'un point de vue littéraire, la science-fiction japonaise est également très riche en œuvres traitant ce sujet. L'approche japonaise est originale comparativement aux approches occidentales. En effet, jusqu'à Asimov, les œuvres occidentales se montrent plutôt technophobes et pessimistes. Au contraire, la culture japonaise est beaucoup plus « robophile »,. Le manga est également un moyen pour le Japon d'exorciser sa frustration, causée par l'interdiction de toute intervention militaire depuis sa défaite dans la Seconde Guerre mondiale ;  les robots mis en scène jouent alors le rôle de héros de substitution.
Ainsi, Osamu Tezuka, considéré comme le « Dieu du Manga » au Japon,, publie-t-il en 1952 le manga Astro, le petit robot qui met en scène les aventures d'un petit robot nommé Astro. Il est vu par son auteur comme un nouveau Pinocchio, élevé dans une famille normale, qui fait l'interface entre les cultures des hommes et des machines. Un des messages d'Astro est que robots et humains peuvent vivre ensemble, ce qui est aujourd'hui très facilement accepté dans la société japonaise.
Doraemon est un autre manga ayant connu un succès retentissant. Créé par Fujiko Fujio et publié à partir de 1974, son principal protagoniste est un robot venu du futur pour empêcher un jeune garçon d'endetter sa famille sur plusieurs générations. Il l'aide dans sa vie de tous les jours grâce aux nombreux gadgets futuristes qu'il possède. Doraemon et Astro sont des robots bienveillants et mignons qui, totalement intégrés à la culture kawaii, ont eu un réel impact sur les robots réels, essentiellement les robots ludiques produits et vendus au Japon.
Le mecha est une approche spécifique au Japon dans le traitement littéraire des robots. Le genre représente près des trois quarts de la production des mangas traitant des robots. Les mechas sont des robots géants pilotés par des humains ou des extra-terrestres, généralement destinés à s'affronter dans des combats. L'œuvre fondatrice des mechas est Tetsujin 28-gō de Mitsuteru Yokoyama, publiée à partir de 1956. Contrairement à Astro, Tetsujin 28-gō n'est pas autonome, mais a besoin d'être contrôlé par un opérateur pour agir.

### Autres œuvres duXXesiècle
Dans la nouvelle La machine s’arrête d'Edward Morgan Forster, publiée en 1909, l'humanité, qui vit sous terre, est contrôlée par une machine. Elle finit par reprendre le pouvoir en profitant d'une panne.
En 1919, Michael Williams publie la nouvelle The Mind Machine, dans laquelle des machines créées pour améliorer le rendement de l'industrie se retournent contre leurs créateurs.
En 1929, Sydney Fowler Wright publie Automata, où le monde est contrôlé par des machines qui ont réduit les humains en esclavage.
John W. Campbell publie Le Ciel est mort et La Machine suprême.
L'écrivain catholique français Georges Bernanos publie en 1947 un essai intitulé La France contre les robots . Cet ouvrage ne mentionne le mot de robot que pour l'utiliser comme métaphore du matérialisme, de la société techniciste et technocratique émergente, qui selon l'auteur asservit l'humain aux forces économiques et détruit son libre-arbitre. Toutefois les problématiques soulevées par Bernanos sont de plus en plus présentes et prégnantes au fur et à mesure des avancées réelles de la robotique.Le choix même du titre indique qu'au milieu du XXe siècle les robots et la robotique sont autant ressentis autant comme une menace que comme une promesse.
En 1951, Giovanni Papini écrit une suite à Gog, intitulée Le Livre Noir où il insère le chapitre " Le Tribunal Électronique ", dans lequel les juges sont remplacés par une machine pensante qui se charge de juger et de donner les peines de condamnations.
Dans les années 1960 l'écrivain polonais Stanislas Lem publie des nouvelles assez différentes, traduites et réunies en français dans le recueil Le Bréviaire des Robots en 1967, où hommes et robots sont concurrents dans leurs désirs de conquête de l'Univers.
En 1964, Philip K. Dick publie La Vérité avant-dernière dans laquelle des humains s'entassent sous terre en attendant que des robots finissent une guerre pourtant déjà terminée. Puis, en 1968, il publie Les androïdes rêvent-ils de moutons électriques ?, roman présentant des humains et des androïdes. Les androïdes ont la particularité de ne pas montrer d'empathie. La froideur est d'ailleurs ce qui, dans l'œuvre de Philip K. Dick, définit la machine, par opposition à l'humain.
En 1969, Anne McCaffrey entame son Cycle des partenaires dans lequel les vaisseaux spatiaux sont doués de conscience.
À partir de la fin des années 1960, les robots font moins rêver que la conquête spatiale et cela se ressent dans la littérature associée, qui s'oriente vers le comique. Ainsi, Méchasme de John Sladek, publié en 1968, Bonnes nouvelles du Vatican, de Robert Silverberg, où le Pape est remplacé par un robot, en 1971, ou encore Le Robot qui me ressemblait de Robert Sheckley, en 1972.

## XXIesiècle
Depuis les années 1990, avec les progrès de la robotique et de l'arrivée d'humanoïdes de plus en plus réalistes et compétents, le nombre d'auteurs de science-fiction s'intéressant aux robots est en déclin ; les auteurs se tournent vers de nouveaux thèmes, les nanotechnologies, les biotechnologies et le clonage. On note cependant Robota, d'Orson Scott Card et Doug Chiang, publié en 2003, mettant en scène des robots venant d'une autre planète.
Kazuo Ishiguro, avec Auprès de moi toujours (2005) et Klara et le Soleil (2021), réintroduit le thème de l'androïde.

## Citations
1. ↑  « Dans les années 1920, la science-fiction est devenue pour la première fois une forme d'art populaire [...] et l'une des principales sources d'inspiration pour les intrigues [...] était l'invention du robot. Sous l'influence des destins bien connus de Frankenstein et Rossum, il semblait n'y avoir qu'une carte à jouer sur ces intrigues: les robots sont créés et détruisent leurs créateurs. [...] Je me suis vite lassé de ces contes vus cent fois. [...] La connaissance a ses dangers, oui, mais la réponse est-elle le repli par rapport à la connaissance ? [...] J'ai commencé en 1940 à écrire mes propres histoires de robots, mais des histoires de robots d'un genre nouveau. [...] Mes robots étaient des machines conçues par des ingénieurs, pas des pseudo-hommes créés par des blasphémateurs. » Isaac Asimov cité dans (en) Roger Clarke, Asimov's Laws of Robotics : Implications for Information Technology, 1993 (lire en ligne)

#### Œuvres citées
- Homère, L'Iliade, Éditions du groupe Ebooks libres et gratuits (lire en ligne [PDF])
- Mary Shelley, Frankenstein ou le Prométhée moderne, Éditions du groupe Ebooks libres et gratuits (1re éd. 1818) (lire en ligne [PDF])
- Carlo Collodi (trad. Claude Sartirano), Les Aventures de Pinocchio, Bibliothèque électronique du Québec, coll. « À tous vents » (1re éd. 1883) (lire en ligne [PDF])
- Ernst Theodor Amadeus Hoffmann (trad. de l'allemand par Michel-François Demet), Don Juan suivi de Der Sandmann (Le marchand de sable) suivis de Cinq lettres à Theodor Hippel, Paris, Librairie Générale Française, coll. « Le livre de poche », 1991 (1re éd. 1813), 221 p., version bilingue (ISBN 2-253-05554-9)
- Prosper Mérimée, La Vénus d’Ille (1re éd. 1837) (lire en ligne).
- Auguste Villiers de l'Isle-Adam, L'Ève Future, Charpentier, 1909, 379 p.
- Karel Capek, « R.U.R. Les Robots Universels de Rossum », dans J.-C. Heudin, Robot Erectus, Paris, Science eBook, 2012, ePUB/Kindle/pdf — Cf. R. U. R. (Rossum's Universal Robots) sur wikipédia
- Isaac Asimov (trad. Paul Billon), Le cycle des robots, t. 1 : Les robots, J'ai lu, juin 2012 (ISBN 978-2-290-05595-3 et 2-290-05595-6)
- Isaac Asimov (trad. Paul Billon), Le cycle des robots, t. 2 : Un défilé de robots, J'ai lu, avril 2001, 246 p. (ISBN 2-290-31125-1)
- Osamu Tezuka (trad. du japonais), Astro Boy, t. 1, Bruxelles, Kana, mars 2009, 231 p. (ISBN 978-2-505-00548-3)
- (ja) Hiroshi Fujimoto et Motoo Abiko, ドラえもん, t. 1, 小学館, 160 p. (ISBN 978-4-09-227011-4 et 4-09-227011-9)
- (ja) Mitsuteru Yokoyama, 鉄人28号, t. 1, 潮出版社,‎ 2005, 328 p.
- (en) Edward Morgan Forster, La machine s’arrête [« The Machine Stops »], MobileReference.com, 2010, 63 p., livre électronique (ISBN 978-1-60778-383-1 et 1-60778-383-5)
- John W. Campbell, Le Ciel est Mort, Denoël, coll. « Présence du futur » (no 6), 1972 (1re éd. 1955)
- John W. Campbell, La Machine suprême, Hachette, coll. « Le rayon fantastique », 1962 (OCLC 77464106)
- Stanislaw Lem, Le bréviaire des robots, Gallimard, 1980, 155 p. (ISBN 2-07-034105-4 et 9782070341054)
- Philip K. Dick (trad. de l'anglais par Sébastien Guillot), Blade Runner : Les androïdes rêvent-ils de moutons électriques ?, Paris, J'ai lu, 2012, 253 p. (ISBN 978-2-290-03548-1 et 2-290-03548-3)
- John T. Sladek, Méchasme, Opta, coll. « Anti-mondes », 1972, 246 p.
- Robert Sheckley, Le Robot qui me ressemblait, J'ai lu (no 2193), 1987
- (en) Doug Chiang et Orson Scott Card, Robota, Chronicle Books, 2003, 176 p. (ISBN 0-8118-4041-7 et 9780811840415)